# Mario Negri (accademico)
Mario Negri (Casale Monferrato, 12 giugno 1950) è un glottologo italiano, professore ordinario di Glottologia presso la Libera università di lingue e comunicazione IULM di Milano. Dal novembre 2015 all'agosto 2018 ha ricoperto la carica di rettore della IULM.

## Formazione e incarichi accademici
Mario Negri si laurea in Lettere classiche presso l'Università degli Studi di Milano. Nella Facoltà di Lettere e Filosofia della stessa università, nel 1973, è assistente ordinario e poi professore associato di Glottologia. Nel 1987 è professore straordinario di Glottologia nella Facoltà di Magistero dell'Università degli Studi di Sassari e l'anno successivo, nel 1988, diventa presidente del Corso di Laurea in Lingue e letterature straniere presso l'Università degli Studi di Sassari.
All'inizio degli anni Novanta è, inoltre, professore ordinario di Glottologia nella Facoltà di Lettere e Filosofia dell'Università degli Studi di Macerata e nel 1991 è presidente del Corso di Laurea in Lingue e letterature straniere presso l'Università degli Studi di Macerata.
Nel 1995 Negri diventa professore ordinario di Glottologia nella Facoltà di Lingue, letterature e culture moderne della Libera Università di Lingue e Comunicazione IULM di Milano. Tre anni dopo, nel 1998, diventa Preside della stessa Facoltà.
Nel 2005 gli viene attribuito il ruolo di Prorettore Vicario dell'Ateneo milanese. Nel 2006 diventa Coordinatore del Dottorato di ricerca in Lingue e Culture Egee.

## Altri incarichi
Nel 2000 Mario Negri diventa membro della Indogermanische Gesellschaft, la società per gli studi indoeuropei; nel 2006 è membro del Comitato Esecutivo del XII Colloquio Internazionale di Micetologia, che si è tenuto a Roma, dal 20 al 25 febbraio 2006. Sempre nel 2006 è coordinatore del Comitato Scientifico del Lessico della Classicità nelle letterature europee moderne (progetto FIRB).
Nel 2009 è membro del Comitato Scientifico del Colloquio Internazionale “Riflessioni sulla cronologia egea alla luce delle recenti scoperte di Santorini”, che si è svolto a Milano, il 27 e 28 aprile 2009. Nel 2011 è vicepresidente del Comitato Internazionale Atlantis 15/11/2011. Nel 2012 è membro del Comitato Scientifico del Colloquio Internazionale “Un millénaire d'histoire et d'archéologie chypriotes (1600-600 av. J.-C.)”, che si è tenuto alla Libera Università di Lingue e comunicazione IULM nell'ottobre 2012.
Nel 2014 è membro del Comitato Scientifico del Colloquio Internazionale "Le sacrifice humain dans le monde égéen et dans les civilisations périphériques", che si è tenuto sempre all'Università IULM nell'ottobre 2014.

## Attività scientifiche e pubblicazioni
Formatosi e cresciuto come indeuropeista alla Scuola Milanese di Vittore Pisani e di Enzo Evangelisti, Mario Negri si è occupato soprattutto della storia linguistica dell'Egeo del II millennio a.C., con speciale riferimento ai testi amministrativi micenei e minoici (in particolare alla scrittura Lineare A).
I temi maggiormente trattati sono stati i rapporti fra il mondo linguistico e culturale omerico dell'età micenea, anche nella prospettiva della lettura “storica” del mito, e, soprattutto, la storia linguistica del Peloponneso e di Creta nel Medio e Tardo Bronzo. Come esito di questi interessi, ha trascritto e interpretato il corpus delle epigrafi in Lineare A (con C. Consani, Testi minoici trascritti, con interpretazione e glossario, Roma, CNR, 1999 [TMT])

## Pubblicazioni (dal 2000 a oggi)
- Alfabeti: preistoria e storia del linguaggio scritto, Colognola ai Colli (VR), Demetra, 2000
- L'enigma della cifra, Milano, Arcipelago, 2000
- L'espressione linguistica della dichiarazione solenne nel greco del II Millennio. In: Le parole per le parole: i logonimi nelle lingue e nel metalinguaggio: atti del convegno, Napoli, Istituto universitario orientale, 18-20 dicembre 1997, Roma, Il calamo, 2000, pp. 429-431
- Further Observations on the Indo-European ‘Long’ Sonants, in Anatolisch und Indogermanisch/Anatolico e Indeuropeo, Akten des Kolloquiums der Indogermanischen Gesellschaft (Pavia 22-25 September 1998), Innsbruck 2001, pp. 9-291
- Onomastica Minoica: i nomi in –a-re, “SMEA” XLIII/1, 2001, pp. 75-91
- Il congiuntivo latino. In: Intorno al congiuntivo di Leo Schena, Marco Mazzoleni e Michele Prandi, Bologna, CLUEB, 2002, pp. 23-27
- Ancora di ESUM, La Battaglia del Sentino, Roma 2002, pp. 80-673
- Un'iscrizione L.A “dimenticata”: PER Zg 1, Sborník prací Filozofické Fakulty Brnenské Univerzity VI-VII, 2001-2002, pp. 7-175
- Sul mare colore del vino, in Da Ulisse a…, a cura di G. Revelli, Pisa 2003, pp. 31-48 + tavv.
- Tristano Bolelli, Glottologo, “Lingua e Letteratura” 2003, pp. 60-257
- La scrittura nella Sicilia del II millennio a. C., in G. Castellana, La Sicilia nel II millennio a. C., Caltanissetta 2002, pp. 76-164
- Sistema consonantico indeuropeo e sistema consonantico germanico in Antichità germaniche, Alessandria 2002, II, pp. 43-66
- Epi Oinopa Ponton, Milano, 2002
- con C. Consani, Riflessi della terminologia alimentaria nei testi minoici e micenei, in Saperi e sapori mediterranei, Napoli 2002, III, pp. 46-837
- con G. Facchetti, Creta Minoica, Firenze, 2003
- con G. Abbate, Quasimodo traduttore dei Lirici in Lycaeum, Alessandria 2004, pp. 48-136
- Segnalazioni e aggiornamenti, in Dialetti, dialettismi, generi letterari e funzioni sociali, Alessandria 2004, pp. 4-381
- Minosse in Sicilia, in Da Ulisse a…, a cura di G. Revelli, Pisa 2004, pp. 8-415 + tavv.
- Quali lingue per l'Europa? In: Rivista Italiana di Linguistica e di Dialettologia, 2005, pp. 127-130
- Le cretule di Hagia Triada nel Museo Nazionale Preistorico Entnografico “Luigi Pigorini”. Commento filologico-linguistico. In: Bullettino di Paletnologia Italiana, vol. 93-94, 2005, pp. 95-101
- Ex Thebis crux, in Studi in onore di Enrica Fiandra, Napoli-Paris 2005, pp. 65-255
- Storie di parole, Milano, 2005
- Il mito di Atlantide, fra Oceano e Mediterraneo, in Da Ulisse a…, Pisa 2005, pp. 83-275
- con E. Fiandra introduzione e cura di Lucio Mariani, Creta, Roma-Bagnasco 2005
- Scrivono palazzi e labirinti, Alessandria 2005
- con G. Rocca, Considerazioni sulla posizione linguistica del macedone rispetto al greco: il trattamento delle Medie Aspirate, in Fonologia e tipologia lessicale nella storia della lingua greca, Milano 2006, pp. 15-201
- Introduzione a cura di E. Fiandra, Minoico e Festòs, Roma-Bagnasco 2006
- Le prime scritture a Creta: riscoperta, funzioni, complementarità, in Studi linguistici in onore di Roberto Gusmani, Alessandria 2006, pp. 1295-1305
- I testi “non amministrativi” in lineare A, in Studi di antichità linguistiche in Memoria di Ciro Santore, Bari 2006, pp. 97-289
- Brutum Antiquio Gravem Dicebant, in Samnitice Loqui, Studi in Onore di Aldo Prosdocimi, 2006, pp. 41-139
- I criteri di distribuzione delle razioni nella Creta del II millennio negli Abstracts del XII Colloquio Internazionale di Micetologia, Roma 2006, pp 7-114
- I segni sulle cretule di Hagia Triada del Museo Pigorini. Commento filologico-linguistico, “Bullettino di Paletnologia Italiana”, 2002-2003 [5], 2007, pp. 95-101
- rec. a E. Peruzzi, Indoeuropei a Harappa, “PdP” CCCXXVII, 2002, pp. 327-466, Alessandria, I (2007), pp. 10-208
- con M. Enrietti e R. Gendre, Perché una Rivista di Glottologia?, “Alessandria” I, 2007, pp. IX–XI
- (con G.M. Facchetti ed E. Notti) Atlantis: Plato's memories of the Aegean culture, in The Atlantis Hypothesis: Searching for a Lost Land, Athina, 2007, pp. 66-259
- E ancora di ESUM, “Alessandria” I, 2007, pp. 4-193
- In Limine, “Alessandria” I, 2007, pp. 91-189
- Il lessico della classicità nella letteratura europea moderna. La Letteratura drammatica. Tomo I: Tragedia e dialogo, comitato scientifico: coordinatore: Mario Negri, Roma: Istituto della Enciclopedia italiana, 2008
- con M. Ornaghi, Pseudartabas e gli Ioni: Appunti per l'esegesi linguistica e dramma(urg)ica di Ar.Ach. 100(106). In: Alessandria, 2008, pp. 81-126
- (con G. Castellana e I. Martelli) Recenti ritrovamenti nella Sicilia centro meridionale: la ceramica incia di Monte Grande, “Kokalos” IL (2003 8), pp. 11-49 + tavv., 2008
- rec. a Károly Kerény, Estudos do Labirinto, ediçao de P.A.H. Paixao (Lisboa, Assírio & Alvim, 2008). In: Alessandria, 2008, pp. 259-260
- L'idoletto di Monte Morrone: falso, ma…, in Vero e falso nelle opere d'arte e nei materiali storici: il ruolo dellarcheometria, Roma, 2008, pp. 7-161
- Note linguistiche in margine a Odissea XIX, 172-7. In: Paideia, vol. 63, 2008, pp. 439-456
- Sul mare color del vino, Milano: Arcipelago, 2008
- (a cura di Anna Sacconi, Maurizio Del Freo, Louis Godart, Mario Negri) Colloquium romanum: atti del 12. Colloquio internazionale di micenologia, Roma, 20-25 febbraio 2006, Pisa-Roma: Serra, 2008
- I criteri di distribuzione delle razioni nella Creta del II Millennio. In: Colloquium Romanum, Atti del XII colloquio internazionale di micenologia, Roma, 20-25 febbraio 2006, Pisa-Roma: Serra, 2008, pp. 563-567
- Col sole: manualetto di navigazione astronomica molto semplificata. Milano: Arcipelago, 2008
- Il lessico della classicità nella letteratura europea moderna. La Letteratura drammatica. Tomo II: La commedia, comitato scientifico: coordinatore: Mario Negri, Roma: Istituto della Enciclopedia italiana, 2009
- Recensione a "I grandi classici greci e latini" del Corriere della Sera: 1 volume: L'Iliade a cura di Giovanni Cerri, POLI-FEMO, 2009, pp. 311-314
- Senza carte. Milano: Arcipelago, 2009
- Poikilia: esergo etimologico. In: Poikilia : variazioni sul tema,  a cura di Elisabetta Berardi, Francisco L. Lisi e Dina Micalella, Acireale; Roma: Bonanno, 2009, pp. 21-24
- con M. Treu, Commedia: per una storia della parola e del genere. In: Il Lessico della classicità nella letteratura europea moderna, vol. 1 La letteratura drammatica. Tomo II La commedia, pp. 505-508, Roma: Istituto della Enciclopedia italiana, 2009
- con M. Treu, Attualizzazione del gioco linguistico. In: Il Lessico della classicità nella letteratura europea moderna, vol. 1 La letteratura drammatica. Tomo II La commedia, pp. 961-992, Roma: Istituto della Enciclopedia italiana, 2009
- L'inno delle Erinni. In: Paideia, vol. 64, 2009, pp. 9-26
- con G. Facchetti ed E. Notti, Crete Thera Atlantis: “culture” and writing. In: Proceedings of the 2nd International Conference on "The Atlantis Hypothesis" (Atlantis 2008): 10-11 November 2008, Athens, Greece, Athens, Heliotopos 2010, pp. 223-236
- Morfologia micenea, morfologia greca. In: La morfologia del greco tra tipologia e diacronia, a cura di Ignazio Putzu, Giulio Paulis, Gianfranco Nieddu, Pierluigi Cuzzolin, Milano, FrancoAngeli, 2010, pp. 336-340
- Navigare senza navigatore, Milano, Arcipelago, 2010
- con R. Gendre e M. Enrietti, Sertum pampineum: i glottologi e il vino. In: Lycaeum 2. in onore di Gianni Abbate, Alessandria, ed. dell'Orso, 2010, pp. 55-68
- Über einige "sabinische" Wörter im Lateinischen. In: Sprachkontakt und Kulturkontakt im alten Italien, Pisa, Serra, 2010, pp. 187-193
- con C. Bonvecchio, Introduzione al volume. In: Atlantide: luogo geografico, luogo dello spirito, a cura di Giulio Facchetti ed Erika Notti, Milano, Mimesis, 2010, pp. 7-8
- Roberto Gusmani: un anatolista tra linguistica e filologia. In: In ricordo di Roberto Gusmani (1935-2009), Atti della giornata di studio, Udine, 19 novembre 2010, a cura di Vincenzo Orioles, Fabrizio Serra, 2011, pp. 33-37
- Introduzione al volume: I libretti di Luigi Pernier 2: scavo del Palazzo di Festòs, 1900-1902 a cura di Fiandra Enrica e Notti Erika, Milano, Edizioni CIRAAS, 2011
- con E. Notti, Notes on the Linguistic History of Thera. In: DO-SO-MO, vol. 9, Zakład Historii Starożytnej i Kultury Antycznej, Uniwersytetu Warmińsko-Mazurskiego w Olsztynie, 2011, pp. 29-38
- Introduzione alla Tavola rotonda. In: Pasiphae, Atti del colloquio internazionale “Riflessioni sulla cronologia egea alla luce delle recenti scoperte di Santorini”, Milano, 27-28 aprile 2009, Fabrizio Serra editore, 2011, pp. 75
- Il lessico della classicità nella letteratura europea moderna. Epica e Lirica, Tomo I: L'epica, comitato scientifico: coordinatore: Mario Negri, Roma, Istituto della Enciclopedia italiana, 2012
- con L. Magini ed E. Notti, Omero: il cielo e il mare, Milano, Arcipelago, 2012
- con G. Facchetti, Riflessioni preliminari sul Ciprominoico. In: Biavaschi, Paola, Questioni amministrative nel Mediterraneo antico, Milano, Arcipelago Edizioni, 2012, pp. 47-71
- (a cura di L. Godart, M. Negri ed A. Sacconi) Actes du Colloque international Un millénaire d'histoire et d'archéologie chypriotes (1600-600 AV. J.-C.), Milano, 18-19 octobre 2012, Serra, 2013
- La crociera della "Caird": la "rotta impossibile" di Shackleton fra Elephant Island e la South Georgia, Milano, Arcipelago, 2012
- Introduzione a: I libretti di Luigi Pernier 2.: Scavo del Palazzo di Festos (1900-1902), Roma-Bagnasco di Montafia: CIRAAS, 2013
- Con G. Facchetti e E. Notti, Epigraphy and linguistic history of Cyprus: status and perspective. In: PASIPHAE, vol. 7, Fabrizio Serra editore, 2013, pp. 57-66
- Presentazione In: Pittau, Massimo. Lessico della lingua etrusca, Roma, ItaliAteneo, 2013, pp. 5-8
- Über einige "sabinische" Wörter im Lateinischen. In: Sprachkontakt und Kulturkontakt im alten Italien, Pisa, Serra, 2013, pp. 187-194
- Navigare senza navigatore, Milano, Arcipelago Edizioni, 2013
- Presentazione. In: Panieri Luca. Un nuovo sguardo al verbo indoeuropeo, Roma, Aracne, 2014, pp. 13-15
- con G. Facchetti, Riflessioni preliminari sul ciprominoico. In DO-SO-MO, vol. 10, Zakład Historii Starożytnej i Kultury Antycznej, Uniwersytetu Warmińsko-Mazurskiego w Olsztynie, 2014, pp. 9-25
- L'orologio di Malacoda: cronografia della discesa all'inferno, in: Alessandria vol. 6-7, 2014, pp. 373-393
- Per Mario e Renato, amicis.  in: Alessandria,  vol. 6-7, Edizioni dell'Orso, 2014, pp. 83-85
- Per mari estremi. Trezzano sul Naviglio (MI), Arcipelago Edizioni, 2014
- Dal Mediterraneo al Mare Oceano. Navigatori sportivi: Vito Dumas e Francis Chichester, Arcipelago, 2014
- L'orologio di Dante. Note per un atlante cronografico della Divina Commedia, dalla Selva oscura al Paradiso terrestre, Milano, Arcipelago, 2015
- Zeus prima di Zeus e altri studi cretesi. Persistenze cultuali a Creta fra minoico e miceneo, Universitas Studiorum, Mantova, 2020, ISBN 9788833690728